# Cristian Mendy
Pour les articles homonymes, voir Mendy.
Pas d'image ? Cliquez ici

a Compétitions nationales et continentales officielles uniquement.

b Matchs officiels uniquement.
Dernière mise à jour le 30 janvier 2024.
Cristian Mendy, né le 30 janvier 1966, est un joueur de rugby à XV argentin, évoluant au poste d'ailier.

## Biographie
Critias Mendy joue pour les clubs de Los Tilos (es) et de La Plata.
Il fait ses débuts avec l'équipe d'Argentine le 27 septembre 1987 contre l'équipe d'Uruguay. Sa dernière apparition internationale a lieu le 1er octobre 1991 contre le Brésil.
Il est le père de l'international argentin à XV et à sept Ignacio Mendy (es).

## Sélections nationales
- 17 sélections en équipe d'Argentine
- Nombre de sélections par année : 5 en 1987, 4 en 1988, 4 en 1989, 1 en 1990, 3 en 1991